# Матабай
Матабай (каз. Матабай) — упразднённое село в Куршимском районе Восточно-Казахстанской области Казахстана. Упразднено в 2017 году. Входило в состав Маркакольского сельского округа. Код КАТО — 635235780.

## География
Село расположено на территории Маркакольского заповедника на южном берегу озера Маркаколь. Вблизи села в озеро впадет река Матабай.

## История
Село Матабай было основано в начале XX века одним из трёх братьев Нохриных (двое других основали Еловку).

## Население
По данным 1999 года в селе проживал 21 человек (12 мужчин и 9 женщин). Согласно данным переписи 2009 года в селе проживало 56 человек (32 мужчины и 24 женщины).

## Социальная инфраструктура
В селе Матабай была средняя школа.